# 西濃運輸硬式野球部
西濃運輸硬式野球部（せいのううんゆこうしきやきゅうぶ）は、岐阜県大垣市に本拠地を置き、日本野球連盟に加盟する社会人野球の企業チームである。
運営母体は、運送会社の西濃運輸。
親会社をはじめとして、協力会社などで構成される「カンガルー会」や地元自治体の大垣市などからも支援を受けており、地域密着型チームの成功例としても知られる。

## 概要
1960年、岐阜県大垣市に本社を置く西濃運輸の硬式野球部として創部。
1962年に都市対抗野球と産業対抗に、1974年に日本選手権にそれぞれ初出場を果たした。
都市対抗野球に3年連続で代表になれなかったため、1981年から1983年の3年間活動を休止した。
1994年、都市対抗野球で史上初の東海勢対決となった決勝戦で本田技研鈴鹿に敗れ準優勝となった。
1996年、日本選手権で決勝まで進出するが住友金属に敗れ準優勝となった。
2003年、同じ岐阜県に本拠地を置いていた昭和コンクリートが休部したことを受けて同部から7選手が移籍する。一時期は休廃部した社会人野球チームの選手の受け皿ともなっていた。
2014年、都市対抗野球で初優勝を果たした。

## 設立・沿革
- 1960年 - 『西濃運輸硬式野球部』として創部。
- 1962年 - 都市対抗野球に初出場（初戦敗退）。
- 1974年 - 日本選手権に初出場（第1回大会、初戦敗退）。
- 1981年 - 休部。
- 1984年 - 活動再開。
- 1994年 - 都市対抗野球で準優勝。
- 1996年 - 日本選手権で準優勝。
- 2014年 - 都市対抗野球で初優勝。

## 主要大会の出場歴・最高成績
- 都市対抗野球大会：出場41回、優勝1回（2014年）、準優勝1回（1994年）
- 日本産業対抗野球大会:出場4回
- 社会人野球日本選手権大会：出場19回、準優勝1回（1996年）
- JABAベーブルース杯争奪大会：優勝8回（1975、1989、1992、2005、2006、2008、2012、2018年）
- JABA四国大会：優勝2回（2000、2002年）
- JABA高砂市長杯争奪大会：優勝1回（1993年）
- JABA新潟大会：優勝3回（1987、1995、1999年）
- JABA高山市長旗・飛騨市長杯争奪高山大会：優勝6回（1988、1993、2011、2013、2016、2017、2024年）
- JABA伊勢・松阪大会：優勝4回（1973、1974、1975、1990年）

## 主な出身プロ野球選手
- 重松省三（外野手） - 1962年に大洋ホエールズに入団
- 辻恭彦（捕手） - 1962年に阪神タイガースに入団
- 若月宏之（投手） - 1966年ドラフト外で中日ドラゴンズに入団
- 古川明（内野手） - 1967年ドラフト外でサンケイアトムズに入団
- 三宅昇（外野手） - 1970年ドラフト9位で阪急ブレーブスに入団
- 小林国男（投手） - 1971年ドラフト12位でヤクルトアトムズから指名を受け、翌1972年シーズン終了後に入団
- 太田清春（投手） - 1973年ドラフト6位で近鉄バファローズに入団
- 早川実（投手） - 1975年ドラフト4位で中日ドラゴンズに入団
- 宮本好宣（投手） - 1975年ドラフト6位で日本ハムファイターズに入団
- 大島秀晃（投手） - 1977年ドラフト外で日本ハムファイターズに入団
- 沢田守（捕手） - 1979年ドラフト外で阪急ブレーブスに入団
- 今野隆裕（投手） - 1988年ドラフト2位でロッテオリオンズに入団
- 松田慎司（投手） - 1992年ドラフト2位で日本ハムファイターズに入団
- 中ノ瀬幸泰（投手） - 1995年ドラフト2位で阪神タイガースに入団
- 藤田宗一（投手） - 1997年ドラフト3位で千葉ロッテマリーンズに入団
- 小豆畑眞也（捕手） - 2012年ドラフト4位で阪神タイガースに入団
- 髙橋朋己（投手） - 2012年ドラフト4位で埼玉西武ライオンズに入団
- 藤澤拓斗（内野手） - 2013年ドラフト6位で中日ドラゴンズに入団、退団後はJR西日本へ。
- 野田昇吾（投手） - 2015年ドラフト3位で埼玉西武ライオンズに入団
- 松本直樹（捕手） - 2017年ドラフト7位で東京ヤクルトスワローズに入団
- 船迫大雅（投手） - 2022年ドラフト5位で読売ジャイアンツに入団
- 林優樹（投手） - 2022年ドラフト6位で東北楽天ゴールデンイーグルスに入団
- 吉田聖弥（投手） - 2024年ドラフト2位で中日ドラゴンズに指名

## 元プロ野球選手の競技者登録
- 中ノ瀬幸泰（元：阪神タイガース） - 投手（2000年～2003年）→投手兼任コーチ（2004年）→コーチ（2005年～2009年）→退団
- 林純次（元：阪神タイガース） - 投手（2004年）→退団　※柳川事件後最初のアマチュア復帰選手
- 丸山貴史（元：東京ヤクルトスワローズ） - 投手（2010年～2011年）→退団
- 神田義英（元：千葉ロッテマリーンズ） - 投手（2010年～2011年）→退団
- 西村優希（元：読売ジャイアンツ） - 投手→退団
- 林啓介（元：阪神タイガース、千葉ロッテマリーンズ） - 投手（2014年～2015年）→退団

## かつて在籍していた主な選手・コーチ・監督
- 柴垣旭延（内野手） - 選手、監督として在籍。享栄高等学校野球部の監督。
- 吉井憲治（投手） - 選手として在籍。引退後、シダックス、日本文理大学のコーチを経て、セガサミーコーチ。
- 徳山新次（朝鮮語版） - 選手として在籍。ニコニコドー移籍後、1984年に韓国のOBベアーズに入団（登録名：洪新次）。
- 青山正克（内野手） - 選手として在籍。愛知産業大学硬式野球部の監督。
- 比屋根吉信（投手） - 選手として在籍。引退後、興南高等学校野球部の監督などを歴任。
- 武藤幸司（投手） - 選手として在籍。2000年に台湾の台中金剛に入団。埼玉西武ライオンズで打撃投手。
- 山崎警（捕手） - 選手として在籍。埼玉県立高等学校硬式野球部の監督（富士見、ふじみ野）を経て城西大学附属城西高等学校硬式野球部の監督。